# 鹿嶽宰
鹿嶽 宰（かたけ おさむ、1942年または1943年 - ）は、日本の地方公務員。大阪府企業局長、同総務部長、同水道企業管理者、同中小企業信用保証協会理事長を歴任。瑞宝小綬章受章。

## 人物・経歴
大阪府庁入庁、1995年 (平成7年) 4月 議会事務局長、1997年4月 同職を小坂裕次郎と交代し木原敬介の後任として企業局長、1999年7月 同職を阪野拓也と交代し木村良樹の後任として総務部長、2000年4月 松井満広の後任として大阪府水道企業管理者。2001年8月 大阪府営水道通水50周年記念して万博記念公園 (吹田市)で『Water Festival 2001』を開催。2002年3月 神尾雅也を後任として同職退任。
退任後、大阪府中小企業信用保証協会理事長。

## 著作
- 地方自治の回顧と展望　＜自治論集 5＞ (大阪府地方自治研究会) [7]

## 栄典
- 2013年 春の叙勲で地方自治功労により瑞宝小綬章を受章[1]。